# Proverbios en rimo del sabio Salomón, rey de Israel
Los Proverbios en rimo del sabio Salomón, rey de Israel es un poema del siglo XIV perteneciente al mester de clerecía. 
Constituye un texto aforístico escrito en cuaderna vía de versos alejandrinos bastante irregulares y recoge la doctrina del libro filosófico de la Biblia conocido como Eclesiastés, aunque se apoya además en otras fuentes bíblicas. Lleva el subtítulo de Tracta o fabla de la recordança de la muerte e menospreciamento del mundo. Su tono es sobrio, grave y austero, de actitud desengañada, como su modelo, y contiene alusiones a la situación social de su siglo.
El texto fue editado por Pascual de Gayangos y Enrique de Vedia en el siglo XIX, en los apéndices de la traducción que hizo el segundo de la Historia de la literatura española de George Ticknor (Madrid, 1851, vol. I). Como Rafael de Floranes, atribuyen el texto al canciller Pero López de Ayala por semejanzas de estilo y metro. Posteriormente fue editado por Antonio Paz y Meliá (Madrid, 1892), Charles E. Kany (Madrid, 1925) y Brian Dutton.